# Bataille du vin (Haro)
Pour les articles homonymes, voir Bataille du vin.

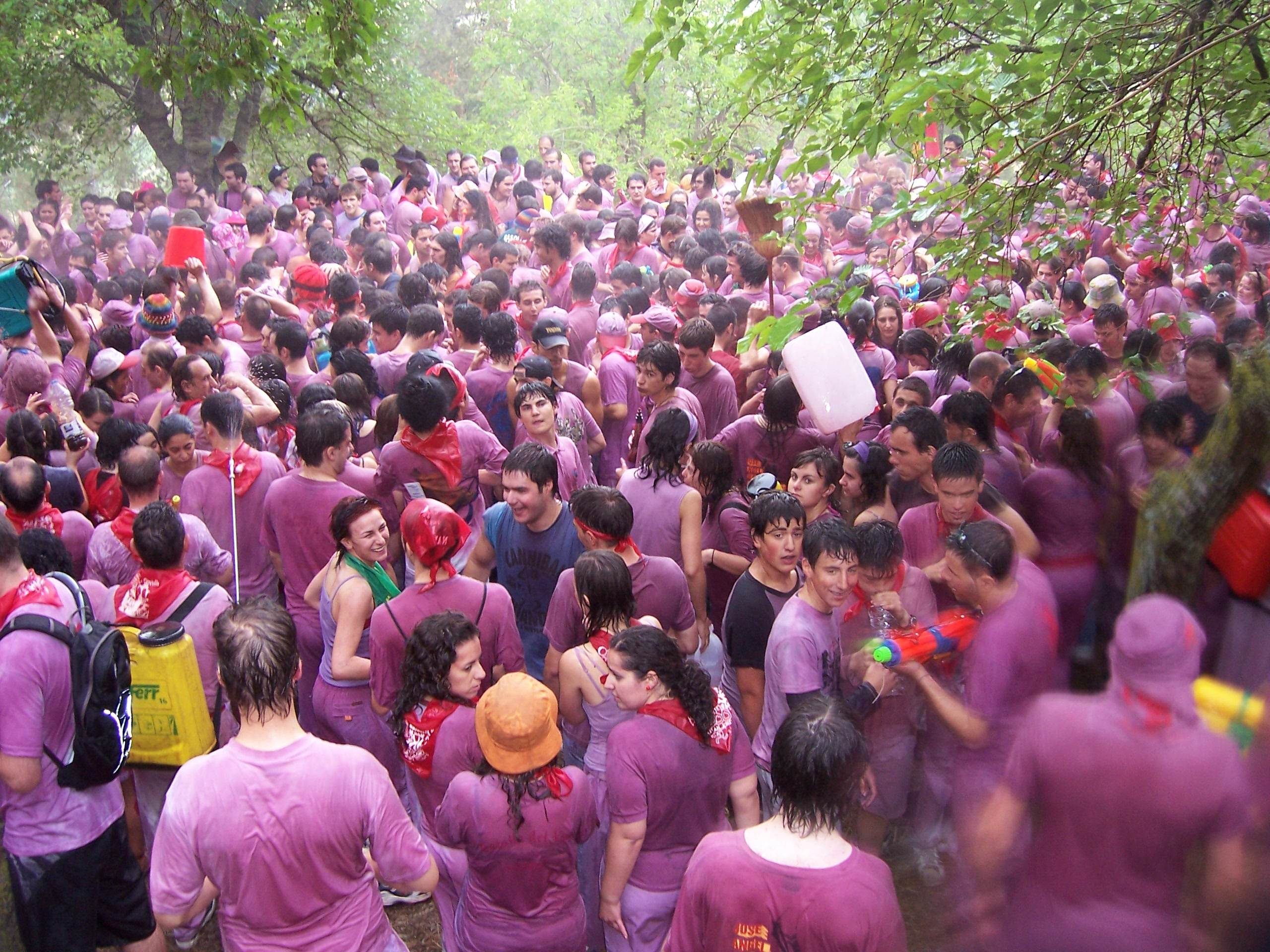
Participants à la Batalla de Vino à Haro

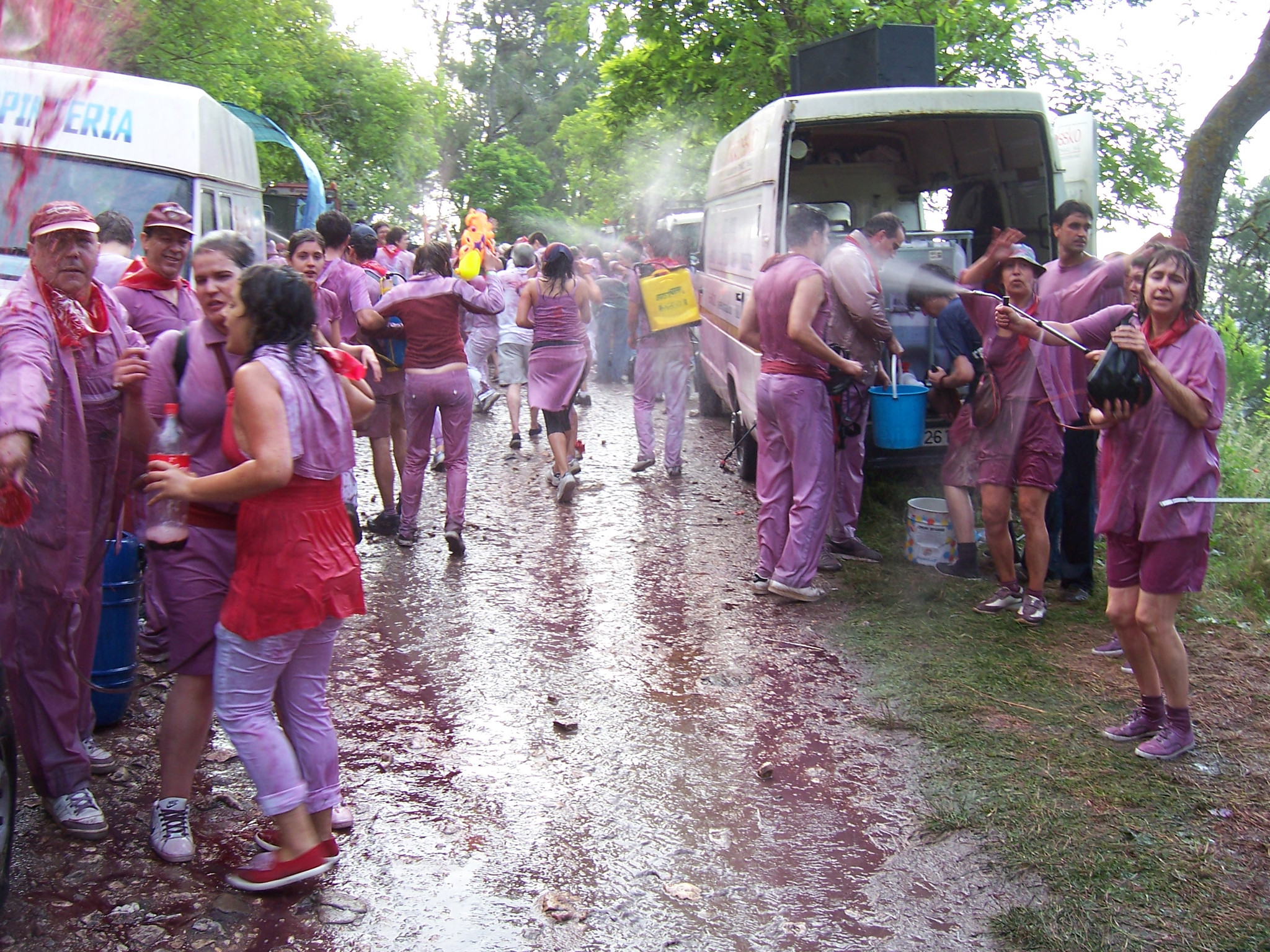
Arrosage à la bataille du vin de Haro

La bataille du vin à Haro, dans la région de La Rioja, se déroule chaque année, le 29 juin, pour les festivités de saint Pierre.

## Déroulement
Cette bataille débute par un défilé qui réunit la population locale. Chacun a revêtu une tenue blanche et arbore un foulard rouge autour du cou. Sous la conduite du premier magistrat de la cité, tous se dirigent munis de gourdes et de bouteilles pleines de vin rouge vers les falaises de Bilibio, où un office est célébré à l'ermitage de saint Félix. Après cette messe, la bataille commence. Elle consiste à s'arroser copieusement de vin de la tête aux pieds, jusqu'aux douze coups de midi. Elle se termine alors par un encierro entre la place de la Paix et les arènes,. Cette bataille fait partie des Fiestas de Interés Turístico Nacional, en Espagne.

## Autres fêtes
Depuis 1977, la commune  de San Asensio, toujours dans La Rioja, organise la bataille du vin clairet. Elle se déroule dans le barrio de las bodegas (quartier des caves) le dimanche le plus proche du 25 juillet.
À Llamigo, commune de Nueva, dans la municipalité de Llanes, Asturies, tous les 9 septembre a lieu une messe suivie d'une procession en l'honneur de la Vierge de Lorette. Elle est suivie d'une Bataille du vin identique à celle de Haro.